# Dodonaea macrossanii
Dodonaea macrossanii là một loài thực vật có hoa trong họ Bồ hòn. Loài này được F.Muell. & Scort. mô tả khoa học đầu tiên năm 1882.